# یواس‌اس پایپ‌فیش (اس‌اس-۳۸۸)
یواس‌اس پایپ‌فیش (اس‌اس-۳۸۸) (به انگلیسی: USS Pipefish (SS-388)) یک زیردریایی بود که طول آن ۳۱۱ فوت ۶ اینچ (۹۴٫۹۵ متر) بود. این زیردریایی در سال ۱۹۴۳ ساخته شد.